# Ectinohoplia formosana
Ectinohoplia formosana är en skalbaggsart som beskrevs av Moser 1919. Ectinohoplia formosana ingår i släktet Ectinohoplia och familjen Melolonthidae. Utöver nominatformen finns också underarten E. f. arrowi.